# بياتريس بيكار
بياتريس بيكار هي ممثلة كندية، ولدت في 3 يوليو 1929 في مونتريال في كندا.

## وصلات خارجية
- بياتريس بيكار على موقع IMDb (الإنجليزية)
- بياتريس بيكار على موقع ألو سيني (الفرنسية)
- بياتريس بيكار على موقع أول موفي (الإنجليزية)
- بياتريس بيكار على موقع قاعدة بيانات الفيلم (الإنجليزية)
- بياتريس بيكار على موقع كينوبويسك (الروسية)